# Джурджова
Джурджова (рум. Giurgiova) — село у повіті Караш-Северін в Румунії. Входить до складу комуни Горуя.
Село розташоване на відстані 355 км на захід від Бухареста, 18 км на південний захід від Решиці, 74 км на південний схід від Тімішоари.

## Населення
За даними перепису населення 2002 року у селі проживали 184 особи.
Національний склад населення села:
| Національність | Кількість осіб | Відсоток |
| -------------- | -------------- | -------- |
| румуни         | 139            | 75,5%    |
| цигани         | 39             | 21,2%    |

Рідною мовою назвали:
| Мова      | Кількість осіб | Відсоток |
| --------- | -------------- | -------- |
| румунська | 139            | 75,5%    |
| циганська | 39             | 21,2%    |